# Mauricio Villeda Bermúdez
Mauricio Villeda Bermúdez (Tegucigalpa, 27 de abril de 1948) es un abogado, máster en bioética y político hondureño y, diputado del Congreso Nacional de Honduras por el departamento de Francisco Morazán, representando al Partido Liberal de Honduras.

## Biografía
Mauricio Villeda Bermúdez nació en la ciudad de Tegucigalpa, M.D.C., república de Honduras. Mauricio, es el cuarto de seis hijos del expresidente hondureño, Ramón Villeda Morales (aún conocido y recordado como “Pajarito”) y su señora esposa, doña Alejandrina Bermúdez Milla de Villeda Morales, siendo sus hermanos Ramón, Rubén, Alejandro, Leonardo y Juan Carlos Villeda Bermúdez.
Su padre fue un destacado político y demócrata de la región centroamericana en los años 60. Fue Presidente entre 1957 y 1963. Su gobierno se caracterizó por haber impulsado innumerables reformas sociales como la Ley de Reforma Agraria, el Código de Trabajo, la Ley del Seguro Social (que creó el Instituto Hondureño de Seguridad Social, IHSS), la Junta Nacional de Bienestar Social (JNBS) e innumerables obras físicas, entre las que se recuerda el Hospital Materno Infantil, las que según el consenso de analistas e historiadores, contribuyeron a evitar que Honduras cayera en la convulsa situación social que se dio en el resto de países de la región en la década de los 80. 
El presidente Villeda Morales fue derrocado en el año de 1963 por un violento golpe militar encabezado por el General Oswaldo López Arellano, dos meses antes de finalizar su periodo presidencial y a diez días de celebrarse elecciones presidenciales, a fin de impedir el inminente triunfo electoral del candidato liberal Modesto Rodas Alvarado, de pensamiento antimilitarista.
Mauricio acompañó a su padre al exilio a Costa Rica, país en el que vivieron durante casi dos años.

## Estudios
Realizó sus estudios secundarios en Tegucigalpa egresando como Bachiller en Ciencias y Letras  del Instituto San Francisco. Cursó estudios superiores en la Universidad Nacional Autónoma de Honduras donde obtuvo el título de Licenciado en Ciencias Jurídicas y Sociales; posteriormente, el título de Abogado en la misma universidad. Obteniendo una Maestría en Bioética de la Universidad del Istmo de Guatemala. Es miembro del Colegio de Abogados de Honduras desde el año 1975, donde ha sido en distintas oportunidades, miembro de la Comisión de Derecho Mercantil y  de la Comisión de Derechos Humanos.

## Trayectoria Personal
Mauricio Villeda Bermúdez es un prominente abogado con Maestría en Bioética.
- Integrante que fue de la Comisión ad hoc creada en 1995 por el presidente de la República Doctor Carlos Roberto Reina, para combatir la violencia.
- Miembro fundador del Comité para la Defensa de los Derechos Humanos en Honduras y del Comité Provida de Honduras. Ha librado innumerables batallas en las que ha alzado su voz exigiendo la defensa de la vida, el respeto a la dignidad de la persona y la aplicación de justicia.
- Se le otorgó un reconocimiento a su labor de defensa de la vida, fue nombrado desde 1997 Miembro Correspondiente de la Pontificia Academia para la Vida de la Santa Sede.[3]
- Participó como asesor y miembro de la Delegación Oficial del Gobierno de Honduras en la III Conferencia Internacional de Población y Desarrollo realizada en El Cairo, Egipto en 1994.
- Participado en diversos encuentros  internacionales  como invitado especial: Río de Janeiro, Brasil en el Encuentro Mundial de las Familias en 1996; en 1997 en el Congreso Mundial de Familia en Roma; en el encuentro de Políticos y Legisladores realizado en la ciudad de México, D.F. en 1996 y en Buenos Aires, Argentina en 1998.
- En 2004 participó en el XXIII período de sesiones de la CEPAL (Comisión Económica para América Latina y el Caribe) en San Juan, Puerto Rico.
- Invitado por la Fundación Friedrich Naumann para la Libertad como observador a las elecciones de la República Federal de Alemania en el año 2009.
- Participó como Miembro de la Comisión de Diálogo del Gobierno de facto de Honduras para la suscripción del Acuerdo de San José en el año 2009

## Ejercicio Profesional
Desde 1975 ha ejercido el Derecho de forma privada brindando asesoramiento legal a firmas nacionales e internacionales, fundamentalmente en el área del Derecho Mercantil y Derecho Societario.
- Socio Fundador del bufete de abogados Gutiérrez Falla y Asociados.
- Miembro de varios Consejos de Administración de sociedades mercantiles hondureñas.
- Asesor en Derecho Mercantil y Societario.

## Participación Política
- Villeda se considera un Liberal  de Convicción; y es un defensor del Ideario del Partido Liberal de Honduras.
- Participa activamente en política desde el año 1971 cuando apoyó al entonces candidato del Partido Liberal, Licenciado Jorge Bueso Arias.
- Fue miembro de las Mesas Electorales en incontables ocasiones en representación del Partido Liberal
- Miembro del Tribunal Disciplinario del CCEPLH. (1986-1990).
- Fue miembro suplente del Consejo Central Ejecutivo del Partido Liberal de Honduras (1994-1998).
- Fue precandidato a designado presidencial por el "Movimiento Liberal Villedista" en las elecciones internas de 1996 cuando su hermano, el Doctor Ramón Villeda Bermúdez,  buscaba la candidatura de la presidencia de la república.

En la historia reciente, Villeda ganó las elecciones internas del 2012, convirtiéndolo en el candidato oficial del Partido Liberal, logro que ya había adquirido en el año 2008 en las elecciones internas de ese proceso renunciando posteriormente para ofrecerle la candidatura al ingeniero Elvin Ernesto Santos Ordóñez.
El Partido Liberal lo escoge como candidato a los comicios generales del año 2013 (después de resultar ganador en las elecciones internas), en donde participa por la presidencia de la República de Honduras (2014-2018).
Fue electo presidente del Consejo Central Ejecutivo del Partido Liberal de Honduras para el período 2014-2017. En su gestión como Presidente del Consejo Central Ejecutivo se construyó el Auditorio "ALEJANDRINA BERMÚDEZ DE VILLEDA MORALES". El auditorio tiene capacidad para 173 personas y los fondos de construcción fueron administrados por una institución financiera. Adyacente al Auditorio también se construyó una sala de usos múltiples con capacidad para 50 personas. 
Mauricio Villeda Bermúdez fue electo Diputado Propietario al Congreso Nacional de la República, por el Departamento de Francisco Morazán, para los períodos 2018-2022 y 2022 - 2026.